# Le Volte
Le Volte è una frazione dei comuni italiani di Sovicille e Siena, nella provincia di Siena, in Toscana.
La frazione è costituita dai centri abitati di Volte Alte (244 m s.l.m., 43 ab.) e di Volte Basse (223 m s.l.m., 486 ab.).

## Geografia fisica
La frazione è situata al confine tra i comuni di Sovicille e di Siena ed è composta da una parte alta, situata a 244 m d'altitudine, e da una parte bassa posta poco più a valle, alle pendici del Poggione (402 m), sulle cui propaggini si trova l'eremo di San Salvatore di Lecceto.
Il territorio delle Volte è interessato da vari corsi d'acqua, come il torrente Rigo (7 km), il fosso della Valle (2 km) e il fosso Serpenna (13 km), che lambiscono il paese a ovest, a nord e a sud rispettivamente.
Le Volte dista circa 4 km da Sovicille e poco più di 8 km da Siena.

## Storia
La frazione delle Volte si sviluppò in epoca rinascimentale grazie alla frequentazione di questo territorio da parte di importanti famiglie senesi che qui realizzarono le loro ville signorili.
Precedentemente nella località erano situate altre due chiese, oggi soppresse, una intitolata a San Teodoro e l'altra a San Sigismondo.
Le Volte nel 1833 contava 174 abitanti.
La frazione si è andata poi a sviluppare verso valle e nel corso del XX secolo ha conosciuto una buona espansione il centro abitato di Volte Basse, al confine tra i comuni di Siena e Sovicille.

## Monumenti e luoghi d'interesse

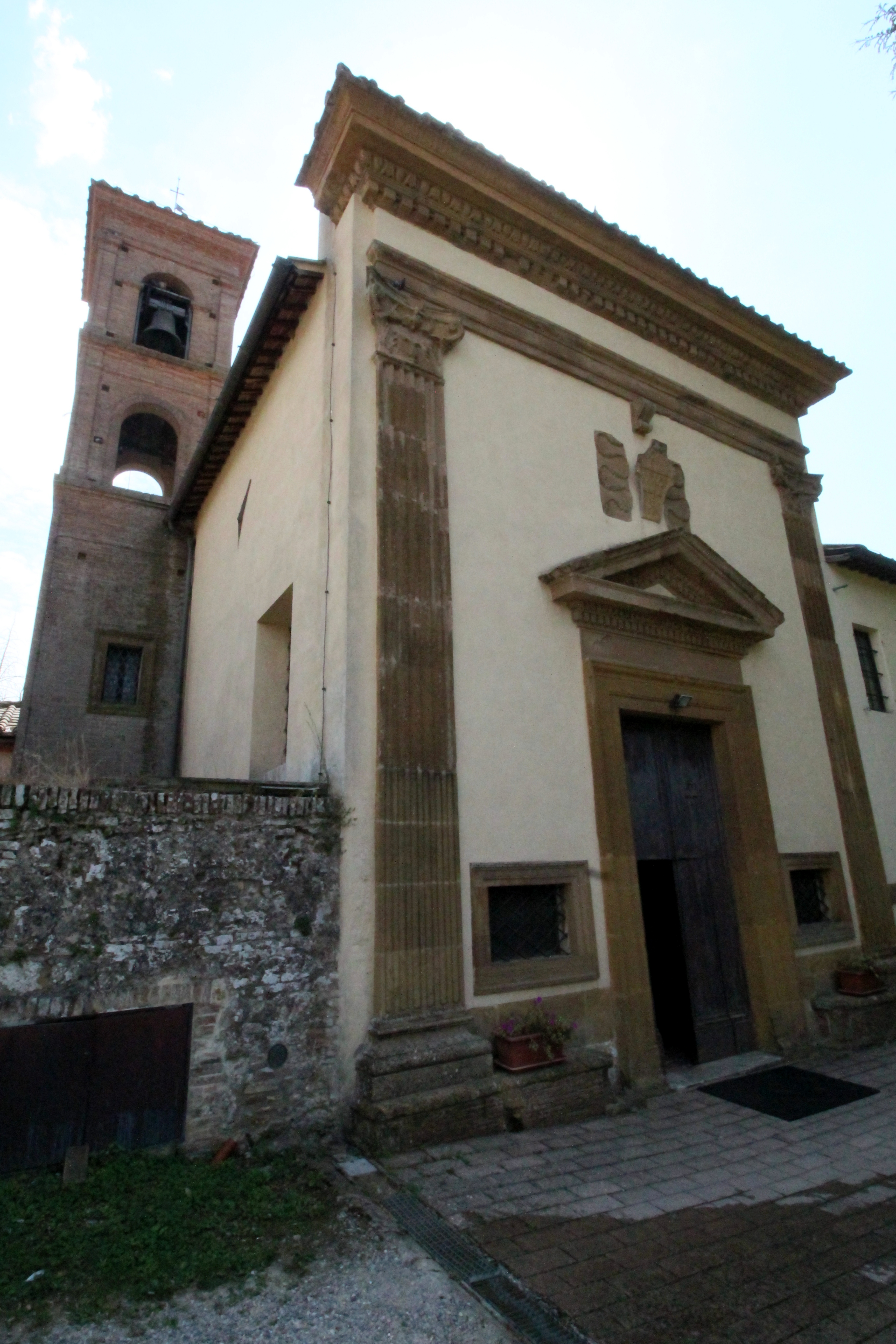
La chiesa di San Bartolomeo alle Volte Alte

### Architetture religiose
- Chiesa di San Bartolomeo[8]
- Eremo della Vita Eterna[9]

### Architetture civili
- Villa Volte Alte (XVI secolo), attribuita a Baldassarre Peruzzi.[8][10]